# ハイパースティング
ハイパースティング（HYPER STING）は、タイトーのコンピューターゲーム『ダライアスII 』に登場するボスキャラクターで、架空の宇宙戦艦。

## 特徴
モデルはミノカサゴ。本来はアーケード版『ダライアス』のボスキャラクターとして登場する予定だった。その名残にポスターイラストにはシルバーホークやアイアンハンマーと共に、ミスティックパワーと本艦が描かれている。
ボツになった後、続編のダライアスII 、そして、PCエンジンの『スーパーダライアス』と『ダライアスプラス』に登場した。
ステージ１のゾーンAボスとして登場する。

## 能力
攻撃能力は口からのレーザーと通常弾。二連発してくるが、最初のステージだけにそれほど強烈ではない。二体出現し、一体目は右から、二体目は左から登場し、一緒に浮遊している核トーチカに弾を当てれば、一発で破壊できる。
スーパーダライアスではNゾーンボスとして登場。口からの強力なレーザーと、ホーミングミサイルを多数放ち、ダライアスIIよりも手強くなっている。 

## その他の登場作品
メガドライブ版のダライアスII にも登場する他、いろいろ形を変えて出演している。

### スーパーダライアスII
PCエンジン版スーパーダライアスIIにも中ボスとして登場する。

### ダライアス外伝
『ダライアス外伝』では直接登場はしないものの、Jゾーン背景に映っている。

## サウザンドナイブズ（THOUSAND KNIVES）
PSPの『ダライアスバースト』には、最終面Iゾーンボスとして同じミノカサゴモチーフのサウザンドナイブズ（THOUSAND KNIVES）が出現。
最終ボスだけに攻撃は激しく、自ら棘のある鰭を飛ばし、それを盾代わりにして本体への攻撃を防いだり、ニードル弾やレーザーを撃つ。更に、一部ロングレーザー砲塔に変化させる。
棘鰭は合体させてバーストビームを撃つ力を持つ。更に本体からも5方向弾とホーミングレーザー、そして前方に向かって全身で放つビッグレーザーで激しい攻撃を加えてくる。
なお、ミッションモードでオリジンシルバーホークで戦う場合、デュアルシェアーズの「BOSS３」の曲がかかる。
『ダライアスバースト アナザークロニクル』では棘鱗パーツを全て破壊すると本体から青色の光翼が展開される演出が追加された。また、前方へ発射されるビッグレーザーを発射する頻度もPSP版よりも多くなっている。更に同型の亜種であるサウザンドエッジ(THOUSAND EDGE)、サウザンドバレッツ(THOUSAND BULLETS)も登場する。
サウザンドエッジは棘鱗パーツから発射される攻撃が自機に向かって緩く誘導し、ミサイル、レーザーでは相殺不能の赤いレーザーに変化している。本体のカラーリングと光翼の色は緑色。
サウザンドバレッツは棘鱗パーツからの攻撃が間隔が狭い2方向のミサイル弾になっており、攻撃パターンの順番がナイブズ、エッジとは異なっているのが特徴。本体のカラーリングは茶色で、棘鱗パーツを破壊した際に展開される光翼の色はこの戦艦のみ、青色と茶色の2色になっている。